# Danh sách tiểu hành tinh: 26401–26500
| Tên                | Tên đầu tiên | Ngày phát hiện       | Nơi phát hiện                      | Người phát hiện          |
| ------------------ | ------------ | -------------------- | ---------------------------------- | ------------------------ |
| 26401 Sobotište    | 1999 WX      | 19 tháng 11 năm 1999 | Ondřejov                           | P. Kušnirák              |
| 26402 -            | 1999 WB5     | 28 tháng 11 năm 1999 | Oizumi                             | T. Kobayashi             |
| 26403 -            | 1999 WF18    | 30 tháng 11 năm 1999 | Socorro                            | LINEAR                   |
| 26404 -            | 1999 XF1     | 2 tháng 12 năm 1999  | Oizumi                             | T. Kobayashi             |
| 26405 -            | 1999 XS15    | 5 tháng 12 năm 1999  | Đài thiên văn Zvjezdarnica Višnjan | K. Korlević              |
| 26406 -            | 1999 XZ21    | 5 tháng 12 năm 1999  | Socorro                            | LINEAR                   |
| 26407 -            | 1999 XT24    | 6 tháng 12 năm 1999  | Socorro                            | LINEAR                   |
| 26408 -            | 1999 XO33    | 6 tháng 12 năm 1999  | Socorro                            | LINEAR                   |
| 26409 -            | 1999 XV33    | 6 tháng 12 năm 1999  | Socorro                            | LINEAR                   |
| 26410 -            | 1999 XZ34    | 6 tháng 12 năm 1999  | Socorro                            | LINEAR                   |
| 26411 Jocorbferg   | 1999 XA40    | 6 tháng 12 năm 1999  | Socorro                            | LINEAR                   |
| 26412 Charlesyu    | 1999 XR60    | 7 tháng 12 năm 1999  | Socorro                            | LINEAR                   |
| 26413 -            | 1999 XB62    | 7 tháng 12 năm 1999  | Socorro                            | LINEAR                   |
| 26414 Amychyao     | 1999 XS65    | 7 tháng 12 năm 1999  | Socorro                            | LINEAR                   |
| 26415 -            | 1999 XK83    | 7 tháng 12 năm 1999  | Socorro                            | LINEAR                   |
| 26416 -            | 1999 XM84    | 7 tháng 12 năm 1999  | Socorro                            | LINEAR                   |
| 26417 Michaelgord  | 1999 XO87    | 7 tháng 12 năm 1999  | Socorro                            | LINEAR                   |
| 26418 -            | 1999 XP94    | 7 tháng 12 năm 1999  | Socorro                            | LINEAR                   |
| 26419 -            | 1999 XR95    | 7 tháng 12 năm 1999  | Oizumi                             | T. Kobayashi             |
| 26420 -            | 1999 XL103   | 7 tháng 12 năm 1999  | Socorro                            | LINEAR                   |
| 26421 -            | 1999 XP113   | 11 tháng 12 năm 1999 | Socorro                            | LINEAR                   |
| 26422 Marekbuchman | 1999 XV131   | 12 tháng 12 năm 1999 | Socorro                            | LINEAR                   |
| 26423 -            | 1999 XN140   | 2 tháng 12 năm 1999  | Kitt Peak                          | Spacewatch               |
| 26424 Jacquelihung | 1999 XT152   | 7 tháng 12 năm 1999  | Socorro                            | LINEAR                   |
| 26425 Linchichieh  | 1999 XR156   | 8 tháng 12 năm 1999  | Socorro                            | LINEAR                   |
| 26426 Koechl       | 1999 XB158   | 8 tháng 12 năm 1999  | Socorro                            | LINEAR                   |
| 26427 -            | 1999 XG165   | 8 tháng 12 năm 1999  | Socorro                            | LINEAR                   |
| 26428 -            | 1999 XR169   | 10 tháng 12 năm 1999 | Socorro                            | LINEAR                   |
| 26429 Andiwagner   | 1999 XG170   | 10 tháng 12 năm 1999 | Socorro                            | LINEAR                   |
| 26430 Thomwilkason | 1999 XW176   | 10 tháng 12 năm 1999 | Socorro                            | LINEAR                   |
| 26431 -            | 1999 XT193   | 12 tháng 12 năm 1999 | Socorro                            | LINEAR                   |
| 26432 -            | 1999 XZ202   | 12 tháng 12 năm 1999 | Socorro                            | LINEAR                   |
| 26433 Michaelyurko | 1999 XK215   | 14 tháng 12 năm 1999 | Socorro                            | LINEAR                   |
| 26434 -            | 1999 XQ216   | 13 tháng 12 năm 1999 | Kitt Peak                          | Spacewatch               |
| 26435 -            | 1999 XS241   | 13 tháng 12 năm 1999 | Anderson Mesa                      | LONEOS                   |
| 26436 -            | 1999 YV4     | 28 tháng 12 năm 1999 | Farpoint                           | G. Hug, G. Bell          |
| 26437 -            | 1999 YD8     | 27 tháng 12 năm 1999 | Kitt Peak                          | Spacewatch               |
| 26438 -            | 1999 YE13    | 30 tháng 12 năm 1999 | Anderson Mesa                      | LONEOS                   |
| 26439 -            | 2000 AZ1     | 2 tháng 1 năm 2000   | Đài thiên văn Zvjezdarnica Višnjan | K. Korlević              |
| 26440 -            | 2000 AA4     | 3 tháng 1 năm 2000   | Socorro                            | LINEAR                   |
| 26441 Nanayakkara  | 2000 AX33    | 3 tháng 1 năm 2000   | Socorro                            | LINEAR                   |
| 26442 Matfernandez | 2000 AK41    | 3 tháng 1 năm 2000   | Socorro                            | LINEAR                   |
| 26443 -            | 2000 AT50    | 5 tháng 1 năm 2000   | Fountain Hills                     | C. W. Juels              |
| 26444 -            | 2000 AB58    | 4 tháng 1 năm 2000   | Socorro                            | LINEAR                   |
| 26445 -            | 2000 AY61    | 4 tháng 1 năm 2000   | Socorro                            | LINEAR                   |
| 26446 -            | 2000 AE64    | 4 tháng 1 năm 2000   | Socorro                            | LINEAR                   |
| 26447 Akrishnan    | 2000 AX67    | 4 tháng 1 năm 2000   | Socorro                            | LINEAR                   |
| 26448 Tongjili     | 2000 AC76    | 5 tháng 1 năm 2000   | Socorro                            | LINEAR                   |
| 26449 -            | 2000 AJ85    | 5 tháng 1 năm 2000   | Socorro                            | LINEAR                   |
| 26450 Tanyapetach  | 2000 AQ85    | 5 tháng 1 năm 2000   | Socorro                            | LINEAR                   |
| 26451 Khweis       | 2000 AB86    | 5 tháng 1 năm 2000   | Socorro                            | LINEAR                   |
| 26452 -            | 2000 AU87    | 5 tháng 1 năm 2000   | Socorro                            | LINEAR                   |
| 26453 -            | 2000 AH89    | 5 tháng 1 năm 2000   | Socorro                            | LINEAR                   |
| 26454 -            | 2000 AQ89    | 5 tháng 1 năm 2000   | Socorro                            | LINEAR                   |
| 26455 Priyamshah   | 2000 AP95    | 4 tháng 1 năm 2000   | Socorro                            | LINEAR                   |
| 26456 -            | 2000 AY101   | 5 tháng 1 năm 2000   | Socorro                            | LINEAR                   |
| 26457 Naomishah    | 2000 AL105   | 5 tháng 1 năm 2000   | Socorro                            | LINEAR                   |
| 26458 Choihyuna    | 2000 AC110   | 5 tháng 1 năm 2000   | Socorro                            | LINEAR                   |
| 26459 Shinsubin    | 2000 AD117   | 5 tháng 1 năm 2000   | Socorro                            | LINEAR                   |
| 26460 -            | 2000 AZ120   | 5 tháng 1 năm 2000   | Socorro                            | LINEAR                   |
| 26461 -            | 2000 AW124   | 5 tháng 1 năm 2000   | Socorro                            | LINEAR                   |
| 26462 Albertcui    | 2000 AL126   | 5 tháng 1 năm 2000   | Socorro                            | LINEAR                   |
| 26463 -            | 2000 AW137   | 4 tháng 1 năm 2000   | Socorro                            | LINEAR                   |
| 26464 -            | 2000 AA138   | 4 tháng 1 năm 2000   | Socorro                            | LINEAR                   |
| 26465 -            | 2000 AF140   | 5 tháng 1 năm 2000   | Socorro                            | LINEAR                   |
| 26466 Zarrin       | 2000 AA142   | 5 tháng 1 năm 2000   | Socorro                            | LINEAR                   |
| 26467 Jamespopper  | 2000 AX142   | 5 tháng 1 năm 2000   | Socorro                            | LINEAR                   |
| 26468 Ianchan      | 2000 AO143   | 5 tháng 1 năm 2000   | Socorro                            | LINEAR                   |
| 26469 -            | 2000 AE147   | 5 tháng 1 năm 2000   | Socorro                            | LINEAR                   |
| 26470 -            | 2000 AT150   | 8 tháng 1 năm 2000   | Socorro                            | LINEAR                   |
| 26471 -            | 2000 AS152   | 8 tháng 1 năm 2000   | Socorro                            | LINEAR                   |
| 26472 -            | 2000 AC162   | 4 tháng 1 năm 2000   | Socorro                            | LINEAR                   |
| 26473 -            | 2000 AD171   | 7 tháng 1 năm 2000   | Socorro                            | LINEAR                   |
| 26474 Davidsimon   | 2000 AA175   | 7 tháng 1 năm 2000   | Socorro                            | LINEAR                   |
| 26475 Krisztisugar | 2000 AD185   | 7 tháng 1 năm 2000   | Socorro                            | LINEAR                   |
| 26476 -            | 2000 AK185   | 7 tháng 1 năm 2000   | Socorro                            | LINEAR                   |
| 26477 -            | 2000 AF197   | 8 tháng 1 năm 2000   | Socorro                            | LINEAR                   |
| 26478 Cristianrosu | 2000 AM197   | 8 tháng 1 năm 2000   | Socorro                            | LINEAR                   |
| 26479 -            | 2000 AE198   | 8 tháng 1 năm 2000   | Socorro                            | LINEAR                   |
| 26480 -            | 2000 AG198   | 8 tháng 1 năm 2000   | Socorro                            | LINEAR                   |
| 26481 -            | 2000 AS200   | 9 tháng 1 năm 2000   | Socorro                            | LINEAR                   |
| 26482 -            | 2000 AM203   | 10 tháng 1 năm 2000  | Socorro                            | LINEAR                   |
| 26483 -            | 2000 AX204   | 10 tháng 1 năm 2000  | Socorro                            | LINEAR                   |
| 26484 -            | 2000 AZ215   | 7 tháng 1 năm 2000   | Kitt Peak                          | Spacewatch               |
| 26485 -            | 2000 AD231   | 4 tháng 1 năm 2000   | Anderson Mesa                      | LONEOS                   |
| 26486 -            | 2000 AQ231   | 4 tháng 1 năm 2000   | Socorro                            | LINEAR                   |
| 26487 -            | 2000 AV236   | 5 tháng 1 năm 2000   | Socorro                            | LINEAR                   |
| 26488 Beiser       | 2000 AB242   | 7 tháng 1 năm 2000   | Anderson Mesa                      | LONEOS                   |
| 26489 -            | 2000 AS242   | 7 tháng 1 năm 2000   | Socorro                            | LINEAR                   |
| 26490 -            | 2000 AN245   | 10 tháng 1 năm 2000  | Socorro                            | LINEAR                   |
| 26491 -            | 2000 BT3     | 27 tháng 1 năm 2000  | Oizumi                             | T. Kobayashi             |
| 26492 -            | 2000 BA13    | 28 tháng 1 năm 2000  | Kitt Peak                          | Spacewatch               |
| 26493 Paulsucala   | 2000 BQ16    | 30 tháng 1 năm 2000  | Socorro                            | LINEAR                   |
| 26494 -            | 2000 BR22    | 26 tháng 1 năm 2000  | Đài thiên văn Zvjezdarnica Višnjan | K. Korlević              |
| 26495 -            | 2000 BX22    | 30 tháng 1 năm 2000  | Catalina                           | CSS                      |
| 26496 -            | 2000 CE1     | 4 tháng 2 năm 2000   | Đài thiên văn Zvjezdarnica Višnjan | K. Korlević              |
| 26497 -            | 2000 CS1     | 3 tháng 2 năm 2000   | San Marcello                       | A. Boattini, G. Forti    |
| 26498 Dinotina     | 2000 CV1     | 4 tháng 2 năm 2000   | Pian dei Termini                   | A. Boattini, L. Tesi     |
| 26499 -            | 2000 CX1     | 4 tháng 2 năm 2000   | San Marcello                       | A. Boattini, M. Tombelli |
| 26500 Toshiohino   | 2000 CC2     | 2 tháng 2 năm 2000   | Oizumi                             | T. Kobayashi             |